# Escándalo de Daniel Galván
El escándalo de Daniel Galván (también conocido como Danielgate, en árabe: فضيحة دانيال گالڤان‎, romanizado: Faḍīḥat Dānyāl Gālvān) fue un escándalo político en el que Mohammed VI, el rey de Marruecos, emitió un indulto para un pederasta español condenado llamado Daniel Galván. El ciudadano español cumplía una condena de 30 años de prisión. Fue detenido en Marruecos a finales de 2011 por haber violado al menos a 11 niños marroquíes en Kenitra, ciudad en la que vivía desde 2004. El indulto se produjo unos 18 meses después de su encarcelamiento como parte de un gesto diplomático de Mohamed VI a España, con motivo del 14º aniversario de su entronización. Dicho indulto provocó una indignación popular sin precedentes en Marruecos, donde se realizaron varias protestas denunciando la decisión del monarca. Esto llevó a Mohamed VI a emitir primero un comunicado en el que negaba ser "consciente de la gravedad de los delitos cometidos por Daniel Galván", luego a "cancelar" su indulto pero solo después de que el ciudadano español ya hubiera abandonado el país varios días antes el un pasaporte caducado, con el conocimiento de las autoridades marroquíes. Más tarde se reveló que esta no era la primera vez que Mohammed VI indultaba a un pedófilo extranjero condenado, ya que indultó a Hervé Le Gloannec, un ciudadano francés condenado por violación  y posesión de pornografía infantil en 2006.
Posteriormente se reveló que Daniel Galván no solicitó un indulto sino solo que lo trasladaran a una prisión española para cumplir su condena en España. Sin embargo, el gobierno marroquí decidió dejarlo suelto para congraciarse con el español.

## El escándalo
El rey Mohammed VI suele indultar a un gran número de presos condenados en días festivos nacionales. En 2009 perdonó hasta 24.865 de los ~60.000 reclusos de Marruecos. En 2005, para celebrar el 50 aniversario de la independencia del país, indultó a 10.000 convictos, entre los cuales 336 extranjeros (uno de ellos era un abusador de niños francés convicto como revelaría un cable de WikiLeaks). Mientras celebraba el 14º aniversario de su entronización el 30 de julio de 2013, emitió un indulto para 1200 reclusos. La MAP -agencia estatal de noticias de Marruecos- difundió un comunicado en el que declaraba que entre los indultados figuraban 48 presos españoles, que fueron puestos en libertad como gesto de demostración de las buenas relaciones entre Mohammed VI y el rey Juan Carlos de España, que acababa de visitar el país una semana antes.
El 31 de julio, los medios digitales internet Andalus Press y Lakome, revelaron que entre los presos indultados figuraba un violador de niños en serie español que había sido detenido en septiembre de 2011 y condenado a 30 años de prisión.
La noticia causó indignación y se convocó una manifestación frente al parlamento para protestar por el controvertido indulto que tuvo lugar el 2 de agosto de 2013. La protesta fue reprimida violentamente por las fuerzas auxiliares marroquíes que golpearon a los activistas, reporteros y fotógrafos, causando heridas a decenas de ellos.
Al día siguiente, Mohammed VI emitió un comunicado en el que negó tener conocimiento de la gravedad de los crímenes cometidos por Daniel Galván y prometió que se realizaría una investigación para clarificar los hechos.
Para entonces Galván ya se encontraba en España. El gobierno marroquí emitió una orden de busca y captura en su contra. El miércoles 7 de agosto de 2013, Daniel Galván fue detenido por la policía española. Marruecos pidió su extradición pero le fue denegada. La justicia española determinó que Galván cumpliría su condena de treinta años en España.

## Precedente
En un cable diplomático filtrado del consulado estadounidense en Casablanca que detallaba el informe Marruecos- Trata de personas de 2010, se reveló que Mohammed VI había indultado en 2006 a un abusador de menores francés condenado. Hervé le Gloannec, fue detenido en Marrakech mientras mantenía relaciones sexuales con un chico de 15 años y estaba en posesión de una gran cantidad de pornografía infantil .Se lo condenó a 4 años de cárcel, reducidos a 2 y finalmente sería indultado por el rey marroquí.

## Reacciones

### La respuesta de Mohamed VI
La primera reacción del monarca llegó la noche del sábado 3 de agosto, 4 días después de la liberación de Daniel Galván. Primero publicó un comunicado leído en el noticiero vespertino de los medios estatales. Negó tener conocimiento de la gravedad de los delitos cometidos por Daniel Galván.  El domingo 4 de agosto, el gabinete de palacio emitió otro comunicado en el que declara revocado el indulto a Galván. El martes 5 de agosto, las familias de las víctimas fueron convocadas al palacio donde fueron filmadas siendo saludadas y abrazadas por Mohamed VI.
El martes, Marruecos a través de su Ministerio de Justicia, emitió una orden de detención internacional contra Daniel Galván.
La indignación pública se concentró en Twitter y Facebook, donde los hashtags #لا_للعفو_عن_مغتصب_الأطفال y #Danielgate sirvieron para denunciar la decisión del monarca. Varias cuentas de bots automatizados inundaron estos hashtags con tuits que repetían extractos del comunicado oficial de Mohammed VI.  Varias de estas cuentas de bot se utilizaron unos meses antes para promover el caso de Mounir Majidi en una demanda que presentó en París contra el periodista independiente marroquí Ahmed Benchemsi.
La primera reacción oficial provino del gabinete real español, declararon que el rey Juan Carlos de hecho había exigido un indulto real para algunos prisioneros españoles sin más detalles. Agregaron que es la embajada de España en Marruecos quien fijó la lista de detenidos que serían indultados.
Galván fue detenido en España e ingresó en prisión para cumplir su condena en una prisión española.

### Gobierno de Marruecos
Ninguno de los partidos políticos o el gabinete de Marruecos reaccionó al escándalo antes de la declaración de Mohammed VI, con la notable excepción del Partido de la Autenticidad y la Modernidad, afiliado al palacio. Este partido fundado por Fouad Ali El Himma, hizo que algunos de sus miembros emitieran un comunicado antes del sábado 3 de agosto que, por cierto, parafraseaba el comunicado que el palacio había emitido.

### Medios marroquíes
Antes del lunes 5 de agosto, la prensa escrita de Marruecos no cubrió el escándalo ni las fuertes reacciones que estaba provocando en las redes sociales, a excepción de "Akhbar al-Yawm", diario editado por el periodista Taoufik Bouachrine.
Del mismo modo, las radios y la televisión marroquíes (nota: todos los canales de transmisión son estatales en Marruecos) no cubrieron la historia antes de las declaraciones del palacio.

### Activistas de la sociedad civil y en línea
Las reacciones de las ONG registradas oficialmente en Marruecos se limitaron casi unánimemente a reafirmar la posición expresada en los comunicados de prensa de Mohmmed VI. Najat Anouar, presidente de "Matqich Waldi", una ONG contra el abuso sexual infantil, afirmó que el indulto era una prerrogativa exclusiva del Rey que tenía la discreción de usar. La ONG no hizo comentarios ni expresó su oposición al indulto.

## El proceso del indulto real en Marruecos
Según el Dahir n° 1-57-387 de 16 rejeb 1377 (6 de febrero de 1958), el indulto real es una prerrogativa exclusiva y discrecional del rey marroquí. Sin embargo, debe pasar por un proceso en el que una comisión da un consejo preliminar al Rey, quien toma la decisión final. 
Según el citado Dahir, esta “comisión de indultos” está compuesta por los siguientes:
- El Ministro de Justicia, su adjunto o el presidente de su gabinete (Mustapha Ramid y su Jefe de Gabinete Mohamed Benalilou)
- El director del gabinete real o su adjunto (oficialmente Rochdi Chraibi)
- El primer presidente de la Corte Suprema de su representante (Mustapha Fares)[22]
- El fiscal general de la corte suprema o su representante (Mustapha Madah)[23]
- El director de la dirección de "asuntos penales e indultos" o su representante (Mohamed Abdennabaoui)[23][24]
- El director de la administración penitenciaria o su representante (Hafid Benhachem)
- La secretaría de la comisión está a cargo de un funcionario del Ministerio de Justicia

La comisión se encarga de examinar las solicitudes de indulto que presentan los propios presos. Luego emite una opinión consultiva al gabinete real y el Rey tiene la decisión discrecional final. Los indultos reales en Marruecos son comunes y no se publican en el boletín oficial del país. Solo el número de condenados indultados se comunica al público en un comunicado de prensa de la MAP (agencia de prensa del estado de Marruecos). Tras el escándalo, Mohammed VI prometió reformar el proceso de indulto. Aparte de despedir a Hafid Benhachem (entonces de 77 años), no se sabe si se tomaron más medidas.